# Harry van den Bergh
Pour les articles homonymes, voir Bergh (homonymie).
Harry Jacob van den Bergh, né le 1er avril 1942 et mort le 20 mars 2020, est un homme politique néerlandais du Parti travailliste (PvdA).

## Biographie
Il est diplômé de l'Université d'Amsterdam en sciences politiques et sociales.
En 1977-1987, van den Bergh est membre de la chambre basse. Plus tard, il est devient conseiller à Amstelveen. 
Harry Jacob van den Bergh meurt le 20 mars 2020.